# Titas Upazila
Titas Upazila är ett underdistrikt i Bangladesh.   Det ligger i provinsen Chittagong, i den centrala delen av landet, 40 km öster om huvudstaden Dhaka.
Trakten runt Titas Upazila består till största delen av jordbruksmark. Runt Titas Upazila är det mycket tätbefolkat, med 1 573 invånare per kvadratkilometer.